# Dmitri Beloselski
Dmitri Stanislavovitch Belosselski (en russe : Дмитрий Станиславович Белосе́льский), né le 16 juillet 1975 à Pavlohrad, est une basse russe, soliste de l'opéra du Bolchoï de Moscou.

## Biographie
En 1996-2001, Belosselski est élève à l'Académie russe de musique Gnessine.
Lauréat du Concours international Tchaïkovski en 2007, Dmitri Beloselski est engagé en qualité de soliste par l'opéra du Bolchoï de Moscou où il chante entre autres Boris (Boris Godounov, Modeste Moussorgski), le roi René (Iolanta, Piotr Ilitch Tchaïkovski), Zacharia (Nabucco, Giuseppe Verdi), Banquo (Macbeth, Verdi), etc. sous la direction des chefs d'orchestre Vladimir Spivakov, Yuri Bashmet, Vladimir Fedosseïev, Kurt Sanderling ou Mikhaïl Pletnev.
Le 17 mars 2011 il chante Zacharia du Nabucco dirigé par Riccardo Muti au Teatro dell'Opera di Roma à l'occasion du 250e anniversaire de l'Unité italienne retransmis par la chaîne de télévision franco-allemande de service public Arte.